# Lawrence Low
Lawrence Low  est un skipper américain né le 22 août 1920 à Trenton et mort le 1er juillet 1996. 

## Carrière
Lawrence Low remporte lors des Jeux olympiques d'été de 1956 la médaille d'or en classe Star sur Kathleen.